# Самоделкин, Александр Геннадьевич
Алекса́ндр Генна́дьевич Самоде́лкин (род. 10 декабря 1961 года, Горьковская область) — российский специалист в области мясного скотоводства, биотехнологии, трансплантации эмбрионов. Доктор биологических наук (1998), профессор (2005). Почётный работник высшего профессионального образования, Заслуженный ветеринарный врач Российской Федерации. Лауреат премии Правительства России в области науки и техники (2019).
Ректор Нижегородской государственной сельскохозяйственной академии (2012—2019). 

## Биография
Родился в деревне Николаевское Тонкинского района Нижегородской области. Окончил Яранское медицинское училище (Кировская область) и ветеринарный факультет Горьковского сельскохозяйственного института. Проходил военную службу в войсках ПВО Северо-Кавказского военного округа и был занесён в Книгу почёта части.
Трудовую деятельность начал после окончания института ветеринарным врачом в племзаводе-колхозе им. Ленина Тульской области. На протяжении многих лет руководил крупнейшим сельскохозяйственным предприятием Нижегородской области агрофирмой «Толмачёво».
Окончил аспирантуру и докторантуру Всероссийского научно-исследовательского института животноводства. Кандидат биологических наук (1994).
На выборах Президента Российской Федерации в 2000 году был доверенным лицом В. В. Путина от Нижегородской области. С 2000 по 2010 год председатель Совета директоров Нижегородского Зернового союза.
С 2002 года профессор, с 2003 по 2007 год проректор Нижегородской государственной сельскохозяйственной академии. С 2007 года заместитель Управляющего Международного инновационного агентства Приволжского федерального округа по вопросам инновационной и инвестиционной политики развития АПК округа.
С 2012 года ректор Нижегородской государственной сельскохозяйственной академии, одновременно заведующий кафедрой физиологии и биохимии животных, сменил в последней должности профессора Б. Н. Орлова. В 2018 году выступил инициатором создания сквера имени Героя Советского Союза, выпускника и преподавателя ГСХИ Александра Михайловича Кузнецова. 
22 февраля 2019 года сложил полномочия ректора.
С мая 2019 года директор научно-внедренческого центра «Биотехнология» Академии технологии и управления Новочебоксарска (Чувашская Республика).
С 2021 г. руководитель направления агроэкологического проектирования АНО «Нижегородский НОЦ». 
Автор сотен научных статей, монографий, обладатель патентов на изобретения. 

## Награды
- Лауреат премии Правительства России в области науки и техники (2019)[4].
- Благодарность Президента Российской Федерации В. В. Путина,
- диплом Министра сельского хозяйства Российской Федерации,
- благодарность Министерства сельского хозяйства Российской Федерации,
- диплом губернатора Нижегородской области,
- медаль ордена «За заслуги перед Марий Эл»,
- благодарности главы Республики Мордовия, губернаторов Ульяновской, Пензенской областей, правительства Республики Беларусь.
- Почётный гражданин Тонкинского района Нижегородской области.
- В 2018 году награждён золотой медалью Министерства сельского хозяйства РФ «За вклад в развитие агропромышленного комплекса России»[5].